# Довър-Фокскрофт
Довър-Фокскрофт (на английски: Dover-Foxcroft) е град в САЩ, щата Мейн. Административен център е на окръг Пискатъкуис. Населението на града е 4211 души (по приблизителна оценка от 2017 г.).